# 村田一
村田 一（むらた まこと、1926年12月26日 - 2017年8月19日）は、日本の経営者。昭和電工社長、会長を務めた。

## 経歴
長野県東筑摩郡上川手村（現安曇野市）出身。旧制松本中学・旧制松本高校を経て、1948年に東京大学第二工学部物理工学科を卒業し、同年に昭和電工に入社。1968年に大町工場長、1973年2月に取締役に就任し、1978年3月に常務、1983年3月に専務を経て、同年7月に副社長に就任し、1987年3月に社長に昇格。1997年3月に会長に就任し、2001年3月に相談役を経て、2005年3月から顧問を務めた。
2017年8月19日心不全のために死去。90歳没。